# Kanton Fougères-Sud
Fougères-Sud is een kanton van het Franse departement Ille-et-Vilaine. Het kanton maakt deel uit van het arrondissement Fougères-Vitré.

## Gemeenten
Het kanton Fougères-Sud omvat de volgende gemeenten:
- Billé
- Combourtillé
- Dompierre-du-Chemin
- Fougères (deels, hoofdplaats)
- Javené
- Lécousse
- Parcé
- Romagné
- Saint-Sauveur-des-Landes